# 安德烈·罗斯福
安德烈·罗斯福（英語：André Roosevelt，1879年4月24日—1962年7月21日），美国、法国男子橄榄球运动员。他曾代表法国参加1900年夏季奥林匹克运动会业余英式橄榄球比赛，获得一枚金牌。
安德烈·罗斯福的父亲是科涅利乌斯·罗斯福，科涅利乌斯·罗斯福是西奥多·罗斯福总统共祖父的堂兄。